# Сосновка (Тульчинский район)
Сосновка (укр. Соснівка) — посёлок, входит в Тульчинский район Винницкой области Украины.
Население по переписи 2001 года составляло 11 человек. Почтовый индекс — 23614. Телефонный код — 4335. Занимает площадь 2 км². Код КОАТУУ — 524355603.

## Местный совет
23614, Вінницька обл., Тульчинський р-н, смт. Шпиків, вул. Ліпіна, 3